# Liste des comtes de Vaudémont
Le comté de Vaudémont fut donné à Gérard Ier de Vaudémont en 1070, afin que celui-ci favorise la succession de son frère Thierry II au duché de Lorraine. Les comtes de Vaudémont furent des vassaux des ducs de Lorraine.
La dynastie des comtes de Vaudémont exerçe son pouvoir durant quatre siècles sur la région lorraine dont elle marque l’histoire avant d’être à l’origine de la Maison de Habsbourg-Lorraine.

## Maison d'Alsace
| Règne       | Nom                           | Portrait | Autres titres  | Notes |
| ----------- | ----------------------------- | -------- | -------------- | --- |
| 1070 - 1118 | Gérard Ier (v.1057 - 1108)    |          |                | Fils de Gérard d'Alsace, duc de Lorraine, et d'Hedwige de Namur. Marié en 1080 à Hedwige d'Eguisheim († v.1126), fille de Gérard, comte d'Eguisheim et de Dagsbourg.                                           |
| 1118 - 1155 | Hugues Ier († 1155)           |          |                | Fils du précédent. Marié en 1130 à Aigeline (ou Anne) de Bourgogne (1116 - 1163), fille d'Hugues II, duc de Bourgogne et de Mathilde de Mayenne.                                                               |
| 1155 - 1188 | Gérard II († 1188)            |          |                | Fils du précédent. Marié en premières noces en 1158 à Gertrude de Joinville, fille de Geoffroy III, seigneur de Joinville, et de Félicité de Brienne. Marié en secondes noces en 1187 à Ombeline de Vandœuvre. |
| 1188 - 1242 | Hugues II († 1242)            |          |                | Fils du précédent et de Gertrude de Joinville. Marié en 1189 à Hedwige de Raynel, dame de Gondrecourt. |
| 1242 - 1244 | Hugues III († 1244)           |          |                | Fils du précédent. Marié avant 1231 à Marguerite de Bar, fille de Thiébaut Ier, comte de Bar et de Luxembourg, et d'Ermesinde de Luxembourg.                                                                   |
| 1244 - 1278 | Henri Ier (1232 - 1278)       |          | Comte d'Ariano | Fils du précédent. Marié à Marguerite de la Roche, fille de Guy de La Roche, duc d'Athènes. |
| 1278 - 1279 | Renaud (v.1252 - 1279)        |          | Comte d'Ariano | Fils du précédent. Mort sans descendance. |
| 1279 - 1299 | Henri II (v.1255 - 1299)      |          | Comte d'Ariano | Frère du précédent, fils d'Henri Ier. Marié vers 1280 à Hélisente de Vergy, fille de Jean Ier de Vergy et de Marguerite de Noyers.                                                                             |
| 1299 - 1348 | Henri III († 21 janvier 1348) |          |                | Fils du précédent. Marié en 1306 à Isabelle de Lorraine († 1335), fille de Ferry III, duc de Lorraine, et de Marguerite de Champagne.                                                                          |
| 1333 - 1346 | Henri IV († 23 août 1346)     |          |                | Fils du précédent. Associé à son père mais mort avant lui. |

## Maison de Joinville
| Règne       | Nom                      | Portrait | Autres titres     | Notes |
| ----------- | ------------------------ | -------- | ----------------- | --- |
| 1348 - 1365 | Henri V (1327 - 1365)    |          | Sire de Joinville | Fils d'Anseau, sire de Joinville, et de Marguerite de Vaudémont, elle-même fille d'Henri III de Vaudémont. Marié en 1347 à Marie de Luxembourg, fille de Jean de Luxembourg, comte de Ligny, et d'Alix de Dampierre. |
| 1365 - 1418 | Marguerite (1354 - 1418) |          | Dame de Joinville | Fille du précédent. Mariée en premières noces en 1367 avec Jean II de Chalon-Bourgogne († 1373), seigneur de Montaigu, fils d'Henri de Chalon, seigneur de Montaigu, et d'Isabeau de Thoire. Mariée en secondes noces en 1374 avec Pierre († 1392), comte de Genève, fils d'Amédée III, comte de Genève, et de Mahaut d'Auvergne. Mariée en troisièmes noces en 1393 avec Ferry de Lorraine (Ferry Ier de Vaudémont, qui suit). |

## Maison de Lorraine-Vaudémont
| Règne       | Nom                                  | Portrait | Autres titres                                                                                          | Notes |
| ----------- | ------------------------------------ | -------- | --- | --- |
| 1393 - 1415 | Ferry Ier (1368 - 25 octobre 1415)   |          | | Fils de Jean Ier, duc de Lorraine, et de Sophie de Wurtemberg. Comte de Vaudémont et sire de Joinville, grâce à son mariage en 1393 avec Marguerite de Joinville (1354 - 1418), comtesse de Vaudémont et dame de Joinville, fille d'Henri V, comte de Vaudémont, et de Marie de Luxembourg.                                                |
| 1415 - 1458 | Antoine (v.1400 - 22 mars 1458)      |          | Sire de Joinville, comte d'Harcourt, d'Aumale et baron d'Elbeuf                                        | Fils du précédent. Marié en 1416 à Marie d'Harcourt (1398 - 1476), fille de Jean VII, comte d'Harcourt, d'Aumale et baron d'Elbeuf, et de Marie d'Alençon. Pour marquer ses prétentions dynastiques, reprend les armes simples de Lorraine, alors inemployées par la branche aînée qui porte des armes composées.                          |
| 1458 - 1470 | Ferry II (1428 - 31 août 1470)       |          | Sire de Joinville                                                                                      | Fils du précédent. Marié en 1445 à Yolande d'Anjou (1428 - 1483), fille de René Ier d'Anjou, duc de Lorraine et de Bar, et d'Isabelle Ire de Lorraine. |
| 1470 - 1508 | René (2 mai 1451 - 10 décembre 1508) |          | Duc de Lorraine, duc de Bar (René II), comte d'Aumale, baron d'Elbeuf et de Mayenne, sire de Joinville | Fils du précédent. Marié en premières noces en 1471 à Jeanne d'Harcourt († 1488), fille de Guillaume d'Harcourt, comte de Tancarville, et de Yolande de Laval. Répudiée en 1485 pour cause de stérilité. Marié en secondes noces en 1485 à Philippe de Gueldre (1467 - 1547), fille d'Adolphe, duc de Gueldre, et de Catherine de Bourbon. |

Le comté de Vaudémont est alors rattaché au duché de Lorraine, mais la seigneurie est parfois accordée à des cadets de la famille :
- Louis (1500 - 1528), évêque de Verdun puis comte de Vaudémont, fils de René II et de Philippe de Gueldre ;
- Nicolas (1524 - 1577), évêque de Metz puis de Verdun, comte de Vaudémont et duc de Mercœur, fils d'Antoine et de Renée de Bourbon-Montpensier ;
- François (1572 - 1632), comte de Vaudémont puis duc de Lorraine et de Bar, fils de Charles III et de Claude de France ;
- Charles Henri (1649 - 1723), comte puis prince de Vaudémont, fils non dynaste de Charles IV et de Béatrice de Cusance.  Il fut également seigneur de Wavre;
- Joseph de Lorraine-Brionne (1759 - 1812), frère cadet du prince de Lambesc, porta par courtoisie le titre de prince de Vaudémont. Son épouse Louise de Montmorency-Logny (1763-1832) fut une amie proche de Talleyrand.